# Capri (grad)
Capri je općina u metropolitanskom gradu Napulju koja se nalazi na otoku Capri u Italiji. Obuhvaća središnji i istočni dio otoka, dok zapad pripada Anacapriju.

## Glavne znamenitosti
Znamenitosti u općini uključuju Via Krupp, Faraglioni, Arco Naturale, Villa Lysis, Villa Malaparte. Palazzo a Mare su najopsežniji rimski ostaci na obalnom području Caprija.
- Marina Grande, port of Capri
- Piazza Umberto I, the Piazzetta
- Certosa di San Giacomo, with a view to the port Marina Piccola
- Villa Jovis

### Crkve
- Chiesa di San Costanzo
- Chiesa di Santo Stefano
- Chiesa di Sant'Anna
- Chiesa di S. Michele
- Chiesa di S. Maria del soccorso
- Chiesa di S. Andrea
- Chiesa di Constantinopoli
- Cimitero acattolico di Capri

## Gospodarstvo
Međunarodna marka luksuzne lanene odjeće 100% Capri otvorila je svoj prvi butik u Capriju 2000.
Do luke Capri voze trajekti i hidrogliseri iz napuljskih luka Mergellina i Molo Beverello, Sorrento, Positano i Amalfi. Iz luke Marina Grande uspinjača Capri penje se do gornjeg grada Caprija.
Najbliža zračna luka je Zračna luka Napoli-Capodichino (NAP).

## Galerija
- View of Marina Grande from Anacapri
- La Piazzetta
- Clock tower at the Piazzetta
- Funicular to Capri town
- Via Krupp
- Capri

## Vanjske poveznice
|  | Zajednički poslužitelj ima još gradiva o temi Capri (grad) |